# Gökhults groddammar
Gökhults groddammar är ett kommunalt naturreservat i Lekebergs kommun i Örebro län.
Området är naturskyddat sedan 2004 och är 1,5 hektar stort. Reservatet består av ett skogsområde samt tre dammar. I norr och väster finns lövsumpskog och i sydost blandskog.